# Skalp (komiks)
Skalp (ang. Scalped) – amerykańska seria komiksowa autorstwa Jasona Aarona (scenariusz) i R. M. Guéry (rysunki), publikowana jako miesięcznik od marca 2007 do sierpnia 2012 roku przez DC Comics w imprincie Vertigo. Łącznie ukazało się 60 numerów. Po polsku seria ukazała się w całości w formie wydań zbiorczych w latach 2016–2017 nakładem Egmont Polska.

## Fabuła
Utrzymana w konwencji kryminału i westernu, akcja serii rozgrywa się w fikcyjnym indiańskim rezerwacie Prairie Rose w Stanach Zjednoczonych. Po 15 latach wraca do niego Dashiell Zły Koń – awanturnik i cwaniak. Lincoln Czerwony Kruk, będący szefem lokalnej policji, przywódcą rady plemiennej i mafijnym bossem, rozpoznaje w Dashiellu syna swojej byłej przyjaciółki Giny. Proponuje mu dołączenie do skorumpowanej policji.

## Tomy zbiorcze
W latach 2007–2012 w Stanach Zjednoczonych ukazało się wydanie zbiorcze Skalpu, podzielone na 10 tomów w miękkiej oprawie, zawierających od pięciu do siedmiu oryginalnych zeszytów serii. W latach 2015–2016 ukazało się wznowienie wydania zbiorczego, tym razem w pięciu tomach, w twardej oprawie i gromadzących od 11 do 14 zeszytów. W tej wersji, określanej po angielsku jako Deluxe Edition (wydanie luksusowe), ukazało się polskie tłumaczenie Skalpu.
| Tom | Tytuł polski i rok wydania | Tytuł oryginału i rok wydania            | Zawartość tomu |
| --- | -------------------------- | ---------------------------------------- | -------------- |
| 1   | Skalp. Tom pierwszy (2016) | Scalped Deluxe Edition Book One (2015)   | Scalped #1–11  |
| 2   | Skalp. Tom drugi (2016)    | Scalped Deluxe Edition Book Two (2015)   | Scalped #12–24 |
| 3   | Skalp. Tom trzeci (2016)   | Scalped Deluxe Edition Book Three (2015) | Scalped #25–34 |
| 4   | Skalp. Tom czwarty (2017)  | Scalped Deluxe Edition Book Four (2016)  | Scalped #35–46 |
| 5   | Skalp. Tom piąty (2017)    | Scalped Deluxe Edition Book Five (2016)  | Scalped #47–60 |